# Seqocrypta mckeowni
Seqocrypta mckeowni är en spindelart som beskrevs av Raven 1994. Seqocrypta mckeowni ingår i släktet Seqocrypta och familjen Barychelidae.
Artens utbredningsområde är New South Wales. Inga underarter finns listade i Catalogue of Life.